# Ponthieva pilosissima
Ponthieva pilosissima là một loài thực vật có hoa trong họ Lan. Loài này được (Senghas) Dodson miêu tả khoa học đầu tiên năm 1996.